# 靳树梁

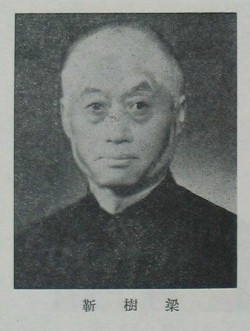
靳樹梁近照

靳树梁（1899年4月1日—1964年7月5日），字栋华，男，直隶安肃（今河北徐水）人，中国冶金学家，中国科学院院士。

## 生平
靳树梁早年间就读于直隶公立工业专门学校应用化学科、北洋大学采冶科。1919年毕业后，曾在汉冶萍钢铁公司汉阳铁厂、湛家矶扬子机器公司任职。1936年在钢铁专家严冶之引荐下，出任国民政府资源委员会钢铁组专门委员。同年起前往带队前往德国克虏伯公司考查学习。1938年回国后，历任汉冶萍钢铁厂迁建委员会专门委员、云南钢铁厂建厂专门委员、四川威远铁厂厂长等职。1945年起，出任资源委员会钢铁组副组长、鞍山钢铁有限公司第一协理、本溪煤铁公司总经理。1948年2月中国人民解放军占领鞍山后，担任东北人民政府工业部总顾问，同时任鞍山钢铁公司总顾问、本溪煤铁公司副总经理兼总工程师。
中华人民共和国成立后，组织创建东北工学院并任首任院长。他主编了中国第一本《现代炼铁学》教材。1955年当选中国科学院技术科学部学部委员（院士）。1958年加入中国共产党。他还曾任中国科学院东北分院副院长、冶金工业部总顾问、中国金属学会副理事长、辽宁省政协副主席、全国人大代表、全国政协常委等职。1964年在沈阳逝世。